# Ana Maria Zlăvog
Ana Maria Zlăvog (n. 18 martie 1972, Brăila) este o poetă română.

## Biografie
Ana Maria Zlăvog s-a născut în Brăila, unde a absolvit, în 1990, Liceul „Nicolae Bălcescu”. A urmat Facultatea de Litere la Universitatea „Alexandru Ioan Cuza” din Iași, secția română-latină (1996), cu masterat în filologie – Teoria și practica textului, Universitatea „Dunărea de Jos”, Galați (2006).

### Activitate literară
Ana Maria Zlăvog a fost redactor la secția de cultură a cotidianului Independentul din Iași (1996-1997). Din anul 1997 este profesor titular de limba și literatura română la Grupul Școlar „Mihail Sebastian” din Brăila. Până în anul 2000 semnează sporadic articole în bisăptămânalul Brăila. Din anul 2006 este inspector de  specialitate  (limba și literatura română) la Inspectoratul Școlar al Județului Brăila, iar  din  anul 2007 predă la Colegiul Național „Nicolae Bălcescu”. Publică eseuri și texte de critică literară în Convorbiri literare, Dacia literară, Echinox. Semnează prefețele volumelor de poezie Dincolo de mine (V. Băjenaru) și Colivia cu unicorni (Gh. Rotaru). Debutează cu poezie în 1989, în revista Astra (Brașov).

## Colaborări la publicații
Cuvântul, Timpul, Poesis, Zburătorul, Minerva (Bistrița), Convorbiri literare, Dacia literară (Iași), Tibicus (Uzdin, Iugoslavia), Astra (Brașov), Cronica (Iași).

## Volume publicate
- Galeriile de artă: poezie. Iași, Timpul, 1996;
- Andante. Cartea cu agate. Cluj - Napoca, Limes, 2009,
- Istoria din suflet. Toader Buculei la 80 de ani, monografie aniversară. Brăila, Proilavia, 2010 (coautor).[necesită citare]

## Prezentă în antologii
- Porni Luceafărul… Botoșani, 1995 și 1996;
- Junimea azi, Iași, Muzeul Literaturii Române, 1996;
- Din vadurile…, vol. II Poezie Brăila, Ex Libris, 2005.

## Premii literare (selecție)
- Premiul Asociației Scriitorilor din Brașov (1989)
- Premiul I la Concursul „George Coșbuc  (1994)
- Premiul  Festivalului Internațional de Poezie de la Uzdin – Iugoslavia (1995)
- Marele Premiu al Concursului “Porni Luceafărul...” (1996)
- Premiul Asociației Scriitorilor din Iași la Concursul “Junimea”(1996)
- Premiul Național pentru Poezie la Concursul “Aurel Dumitrașcu”, ed. a III- a, Piatra Neamț.